# Fokker C.X
Fokker C.X byl nizozemský dvouplošný průzkumný a lehký bombardovací letoun s dvoučlennou osádkou, složenou z pilota a pozorovatele. Vznikl v roce 1933 u společnosti Fokker. 

## Vznik a vývoj
Fokker C.X byl původně navržen pro leteckou složku armády Nizozemské východní Indie (nizozemsky Luchtvaartafdeling van het Koninklijk Nederlands-Indisch Leger), u níž měl nahradit Fokker C.V. Stejně jako ostatní letouny firmy Fokker tohoto období měl smíšenou konstrukci, s křídly dřevěné konstrukce potaženými překližkou a trupem svařeným z ocelových trubek potaženým v přední části hliníkovými plechy a zadní plátnem.
Prototyp, poháněný dvanáctiválcovým vidlicovým motorem Rolls-Royce Kestrel V s dvoulistou dřevěnou vrtulí, byl zalétán v roce 1934.
Armáda Nizozemské východní Indie objednala 13 kusů, které ale byly v průzkumné i bombardovací roli brzy nahrazeny letouny americké výroby Martin 139, a Fokkery C.X až do japonského útoku v roce 1941 sloužily jako cvičné a vlečné.
Armádní letectvo Nizozemska objednalo 16 C.X a později další čtyři s motory Kestrel IIS, které ale i u nich byly později nahrazeny spolehlivějšími Kestrely V.
Dva stroje poháněné dvanáctiválcovým vidlicovým motorem Hispano-Suiza 12Y byly zakoupeny Španělskem a čtyři (evidenční označení FK-78 až FK-81) Finskem. Finské letouny byly poháněny devítiválcovými hvězdicovými motory Bristol Pegasus XII o výkonu 610 kW, které v licenci vyráběla firma Tammerfors. Dodány byly v roce 1936, z nichž dva převzala továrna Valtion Lentokonetehdas v Tampere jako vzorové pro licenční výrobu. Ta v letech 1936-37 vyrobila 30 kusů ve dvou sériích (FK-82 až FK-94 a FK-95 až FK-111). V roce 1942 společnost V.L. obnovila výrobu typu třetí pětikusovou sérií (FK-111 až FK-115), přičemž FK-111 se opakovalo za stroj ponechaný v továrně v demontovaném stavu jako vzor. Finské letouny byly vyzbrojeny jedním synchronizovaným kulometem L-33 ráže 7,62 mm, pozorovatel/střelec obsluhoval pohyblivou identickou zbraň.
Britský výrobce Airspeed Ltd. získal licenční práva k typu, který chtěl vyrábět pod označením Airspeed AS.22,  ale nepodařilo se mu získat žádnou objednávku.

## Operační historie

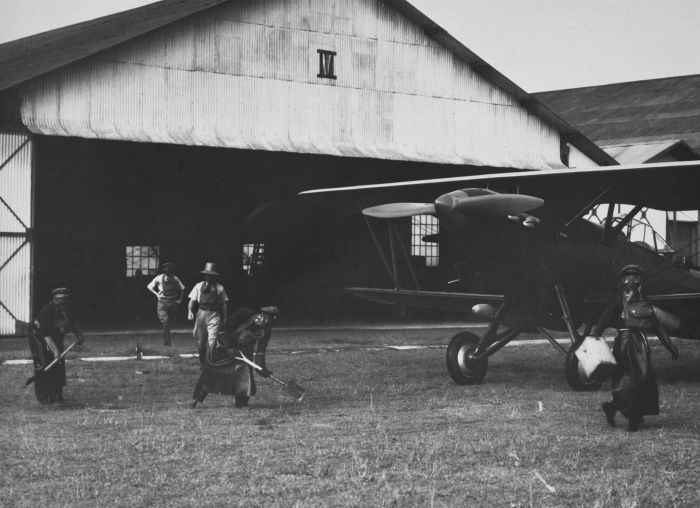
Nizozemský Fokker C.X

Po přepadení Nizozemska Wehrmachtem v květnu 1940 typ C.X působil jako průzkumný a lehký bombardovací, a za pomoci taktiky kopírování terénu se mu podařilo dosáhnout některých úspěchů. Po nizozemské kapitulaci se osádkám dvou strojů podařilo uniknout do Francie.
Finské C.X se bojově uplatnily během zimní, pokračovací a laponské války. Na počátku zimní války 29 bojeschopných Fokkerů C.X představovalo početně nejvýznamnější průzkumný a střemhlavý bombardovací typ Finského letectva. 12 C.X sloužilo u jednotky T/LeLv č. 10 na letišti Lapeenranta jako bombardovací, 13 bylo u T/LeLv č. 12 operující jako průzkumné ze základny Suur-Merijoki a další čtyři byly dislokované v Laikko u T/LeLv č. 14. „Frans-Kalle“, jak byl typ přezdíván, byl pomalý, ale disponoval robustní konstrukcí, a ve střemhlavém letu dosahoval rychlosti až 540 km/h, která mu umožňovala unikat sovětským stíhačkám I-16 a I-153. S pokračováním konfliktu ale začaly jeho ztráty narůstat, a jen během zimní války bylo ztraceno 8 strojů. Druhou světovou válku ve službě přežilo sedm kusů, z nichž poslední havaroval v roce 1958. Stroj trupového označení FK-111, který sloužil k vlekání cvičných terčů, se 21. ledna 1958 zřítil do lesa, přičemž zahynul pilot por. Aimo Allinen i operátor vlečného zařízení por. Antti Kukkonen. 

## Varianty

Fokker C.X

C.X (série I)
Provedení pro Nizozemsko s vidlicovým motorem Kestrel.
C.X (série II)
Čtyři kusy v provedení pro Finsko s hvězdicovým motorem Pegasus.
C.X (série III)
Licenční výroba ve Finsku odlišující se mírně větší šípovitostí horního křídla.
C.X (série IV)
Pět kusů dodatečně ve Finsku sestavených z náhradních dílů.

## Uživatelé
- Finsko
  - Finské letectvo (39 kusů)
- Nizozemsko

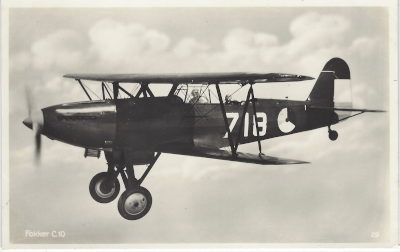
Fokker C.X

  - Nizozemské armádní letectvo (20 kusů)
  - Vojenské letectvo Královské východoindické nizozemské armády (13 kusů)
- Španělská republika
  - Letectvo Španělské republiky (2 kusy)

## Specifikace

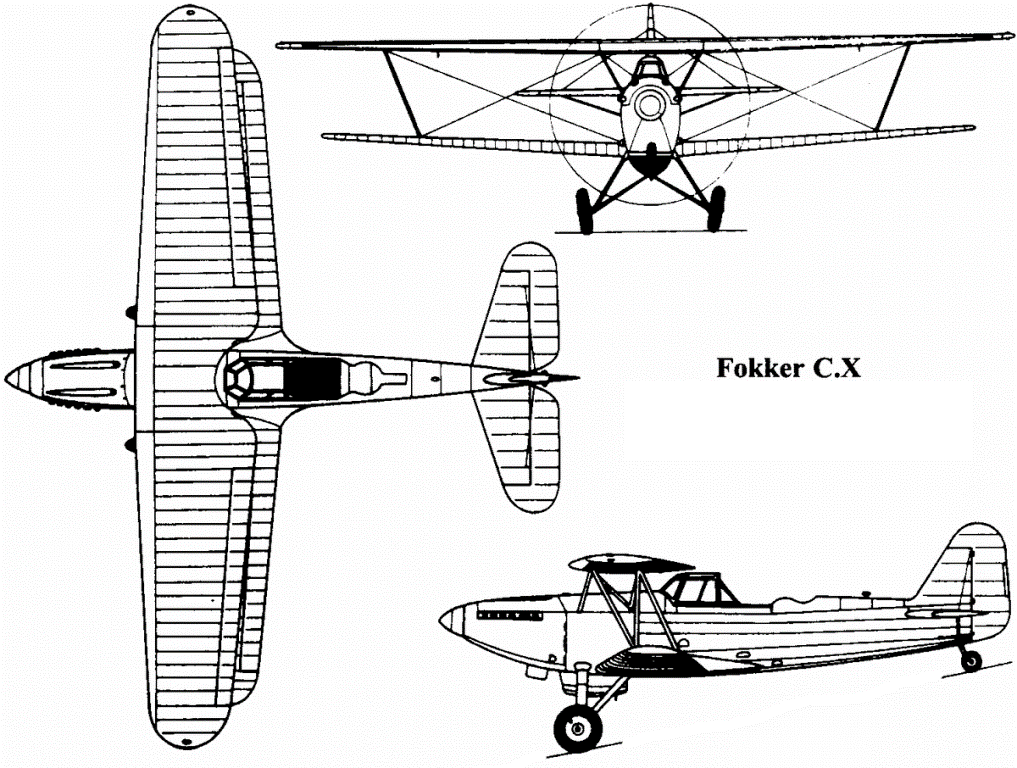
Fokker C.X

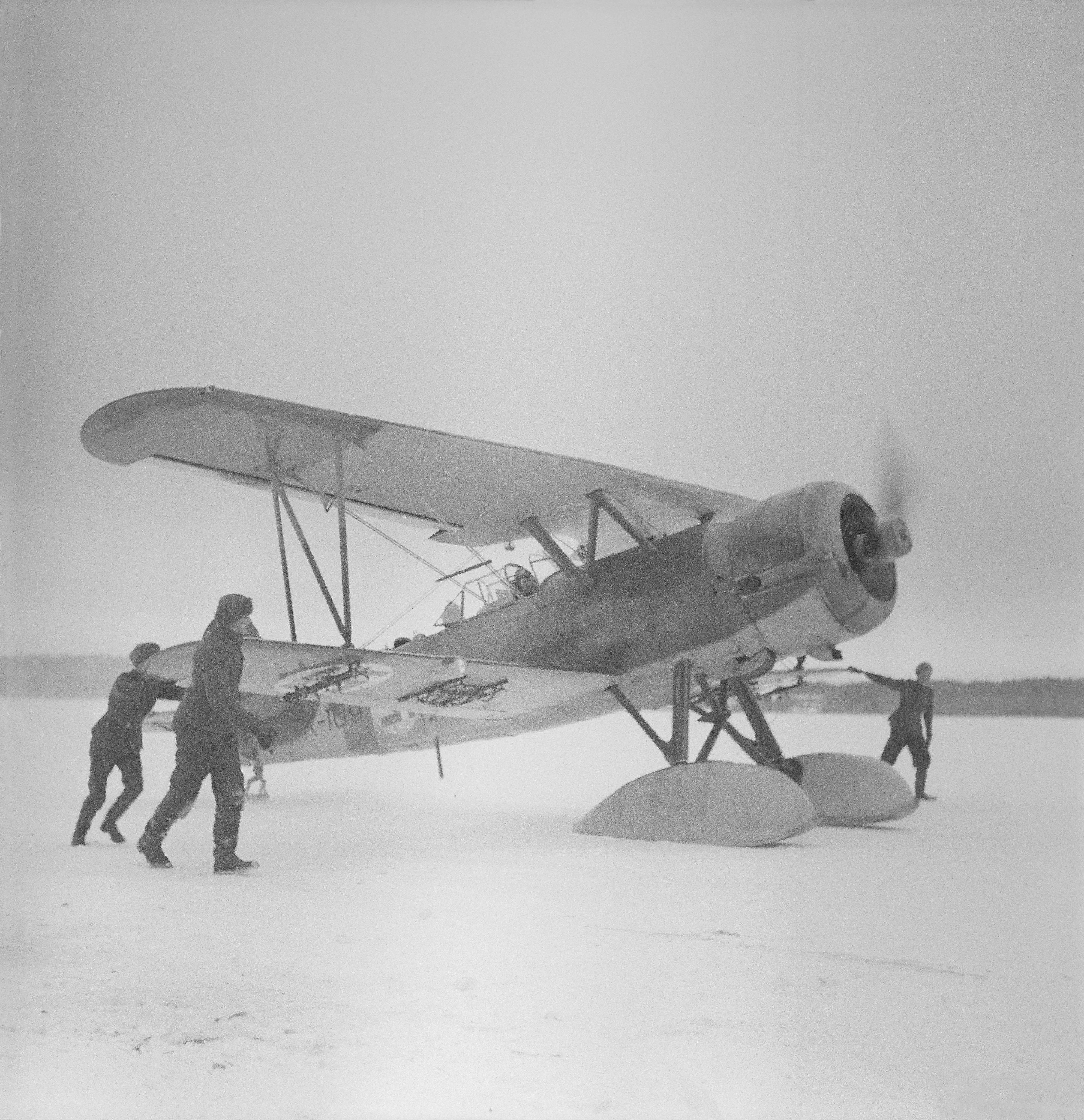
Fokker C.X Ilmavoimat (FK-109) s kapotovanými lyžemi finského původu, 1942

Údaje platí pro letouny nizozemského armádního letectva

### Technické údaje
- Osádka: 2 (pilot a pozorovatel/střelec)
- Délka: 8,8 m
- Rozpětí: 12 m
- Nosná plocha:
- Výška: 3,30 m[4]
- Prázdná hmotnost:
- Vzletová hmotnost: 2 300 kg[p 1]
- Pohonná jednotka: 1 × kapalinou chlazený dvanáctiválcový vidlicový motor Rolls Royce Kestrel V
- Výkon pohonné jednotky: 477,2 kW (640 hp)

### Výkony
- Maximální rychlost: 316 km/h
- Cestovní rychlost: 270 km/h
- Dolet: 830 km
- Praktický dostup: 8 300 m

### Výzbroj
- 1 × synchronizovaný kulomet FN M36 ráže 7,92 mm
- 1 × pohyblivý kulomet Lewis ráže 7,92 mm
- max. 400 kg pum